# 1940
Cette page concerne l'année 1940 (MCMXL en chiffres romains) du calendrier grégorien.
L'année 1940 est une année bissextile qui commence un lundi.

## En bref
- 7 avril : campagne de Norvège.
- 10-13 mai : percée de Sedan.
- 10-28 mai : invasion de la Belgique par les troupes allemandes.
- Appel du 18 juin.
- Armistice du 22 juin 1940.
- 3 juillet : bataille de Mers el-Kébir.
- 5 août : début de la bataille d’Angleterre.
  - dans la nuit du 24 au 25 août : premier bombardement allemand sur la ville de Londres.
- 28 octobre : début de la guerre italo-grecque.

## Événements

### Afrique
- 19-27 mars : grève dans les mines de cuivre en Rhodésie du Nord. Le syndicat des mineurs européens obtient une augmentation[1].
- 27 mars : création à Lagos de la Cameroons Youth League par les étudiants du Southern Cameroons scolarisés au Nigeria, mouvement de protestation contre l’administration coloniale britannique[2].
- 10 mai : 77 974 tirailleurs africains sont engagés dans la guerre en Europe. L’AOF fournit 63 299 « tirailleurs sénégalais » et Madagascar 14 675 hommes. Le 25 juin, lors de l’armistice, environ 40 000 d’entre eux ont été tués ou exécutés lors de leur capture (24 000 tirailleurs sénégalais ont trouvé la mort), blessés ou faits prisonniers[3].
- 10 juin : l’Italie entre en guerre[4] ; début de la campagne d’Afrique de l’Est par les Britanniques contre les Italiens à laquelle vont concourir les Belges et les Sud-Africains.
- 11 juin : intervention militaire de l’Italie contre l’Égypte. Le Premier ministre Ali Mahir Pacha refuse de déclarer la guerre aux forces de l’Axe et se borne à faire voter le 12 juin par les assemblées égyptiennes la rupture des relations diplomatiques avec Rome mais refuse d’engager des troupes contre l’Italie[5]. En vertu du traité de 1936, l’état de siège est proclamé et les troupes britanniques se déploient dans le pays. Les Britanniques obtiennent la démission d’Ali Mahir le 28 juin, puis en août le renvoi du chef d’état-major qui leur est hostile[6]. La première offensive italienne à l’automne se solde par un échec.
- 14 juin : le général Caunter s’empare par surprise des forts Maddalena et Capuzzo, sur la frontière entre l’Égypte et la Libye, puis les abandonne délibérément[7].
- 18 juin : à Bordeaux, le gouvernement belge en exil nomme le ministre des colonies Albert de Vleeschauwer administrateur colonial avec pleins pouvoirs et le gouverneur général Pierre Ryckmans, gouverneur général du Congo belge, met la colonie à la disposition des Alliés. Après la reddition de l’armée belge en Belgique (28 mai), les troupes du Congo belge, qui ne sont pas concernées, vont pouvoir continuer le combat aux côtés des Britanniques[8].
- 24 juin : arrivée à Casablanca du Massilia, parti de France le 21 juin avec 27 parlementaires à son bord. Ils sont gardés à vue puis arrêtés le 16 août pour désertion[9].
- 25 juin :
  - décret du gouvernement de Vichy réunissant l’AEF, l’AOF et les protectorats du Togo et du Cameroun dans un haut-commissariat à l’Afrique française confié au gouverneur général de l’AEF Pierre Boisson, qui prend ses fonctions à Dakar le 23 juillet. Après la capitulation de la France, les administrateurs de l’Afrique prennent le parti de suivre le gouvernement Pétain en dépit des démarches du général de Gaulle[10]. Démilitarisation de la frontière nigéro-libyenne.
  - Hailé Sélassié quitte Londres pour Alexandrie, puis Khartoum (juillet)[11]. Il envoie des émissaires en Éthiopie pour diffuser ses proclamations.

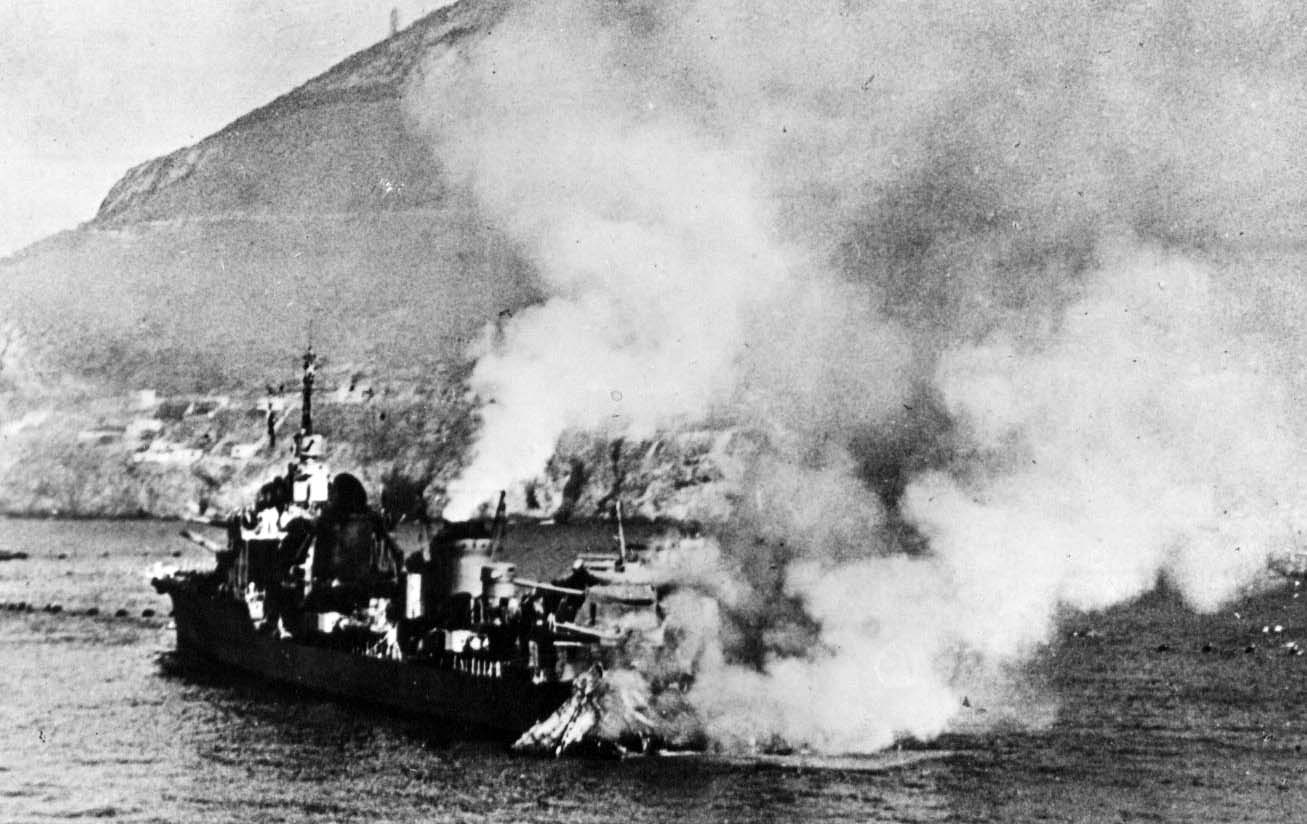
3 juillet : bataille de Mers el-Kébir.

- 3 juillet : destruction à Mers el-Kébir d’une partie de la flotte française par les Britanniques[12].

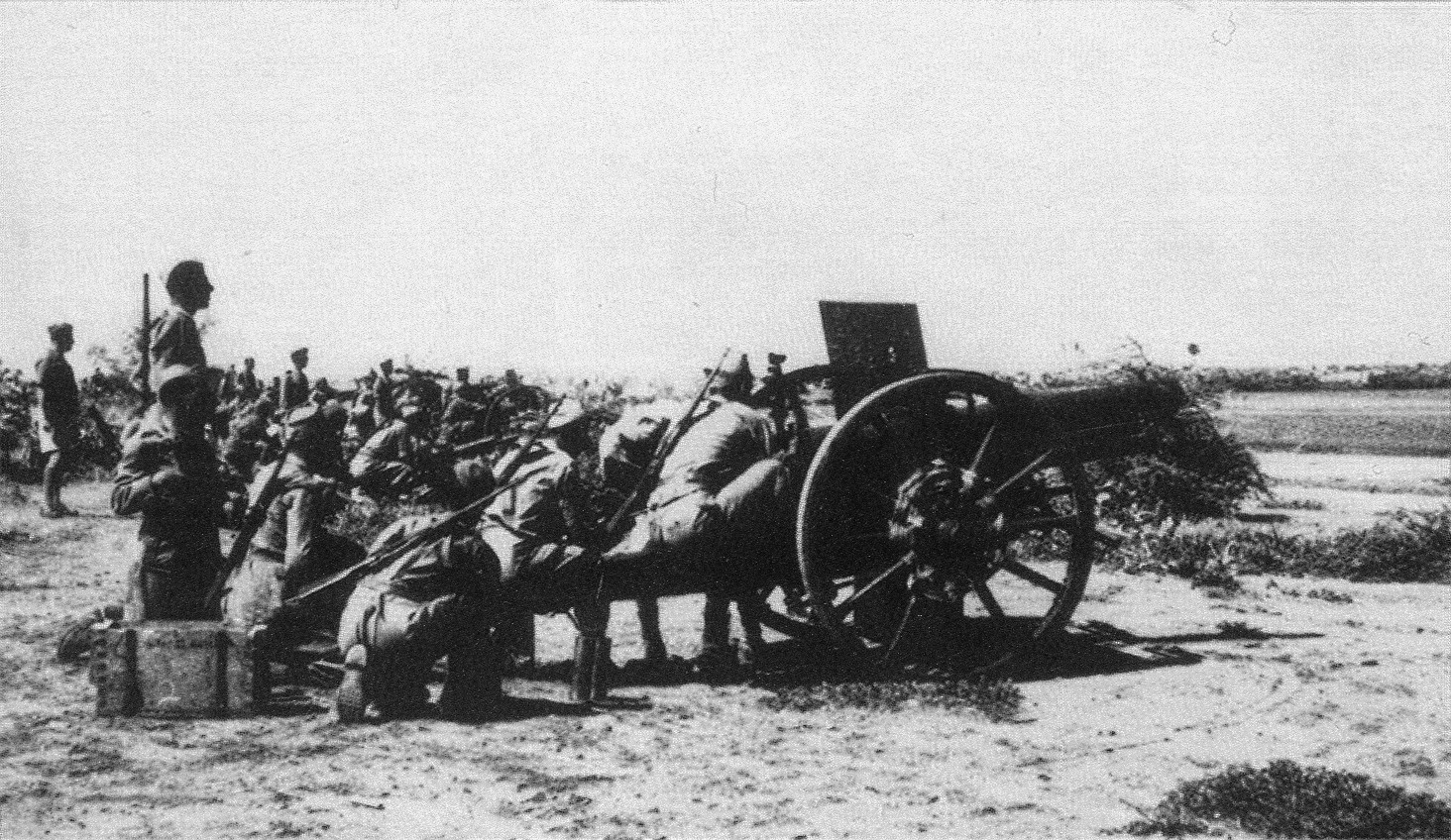
4 juillet : L'Italie s'empare de Kassala.

- 4 juillet : les Italiens d’Éthiopie s’emparent de Kassala et Gallabat à la frontière du Soudan anglo-égyptien[13].
- 8 juillet : attaque britannique de Dakar. Le cuirassé Richelieu est torpillé mais s’en tire avec des dégâts légers[12].
- 15 juillet : les Italiens du duc d’Aoste s’emparent de Moyale à la frontière du Kenya[14].
- 17 juillet : le Colonial Development and Welfare Act, présentée à la Chambre des communes le 21 mai, reçoit la sanction royale[15]. La loi préconise un plus large accès des indigènes à l’administration des colonies britanniques et un développement outre-mer des principes socialistes de l’État providence[16].
- 5-19 août : attaque italienne de la Somalie britannique[17].
- 12 août : René Pleven, le lieutenant de Boislambert, le capitaine Parent et le capitaine Leclerc, envoyés par le général de Gaulle pour obtenir le ralliement de l’AEF à la « France libre », arrivent à Lagos[18].
- 26 août : le gouverneur du Tchad Félix Éboué se rallie à la « France libre ». Il est bientôt suivi par les autres territoires de l’Afrique-Équatoriale française[19].
- 27 août : prise de Douala par Leclerc et de Boislambert et ralliement du Cameroun à la France libre ; Yaoundé accueille triomphalement Leclerc le 29 août[18].
- 28 août : 
  - rébellion à Brazzaville et ralliement du Congo français[19].
  - massacre de membres de la tribu maure des Tinouajiou à Mouchgag, en Mauritanie, provoqué par les partisans du mouvement réformiste musulman hamalliste. Cheikh Hamallah ben Mohamed ben Omar (1886-1943), son fondateur, est arrêté à Nioro en juin 1941 par les autorités coloniales et exilé à Cassaigne en Algérie puis à Montluçon, où il meurt en janvier 1943[20].
- 30 août : ralliement de l’Oubangui-Chari[19].
- 7 septembre : Weygand est nommé délégué du gouvernement de Vichy pour l'Afrique française, puis le 5 octobre commandant en chef des forces ; il est à Alger le 9 octobre[21].

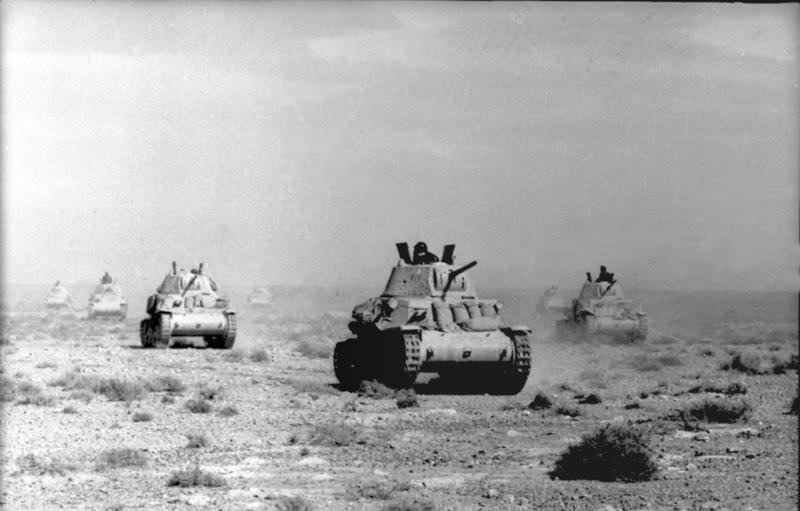
13 septembre : invasion italienne de l’Égypte. Char Fiat M13/40 engagés en Égypte à la fin de l’année. Photo de 1941.

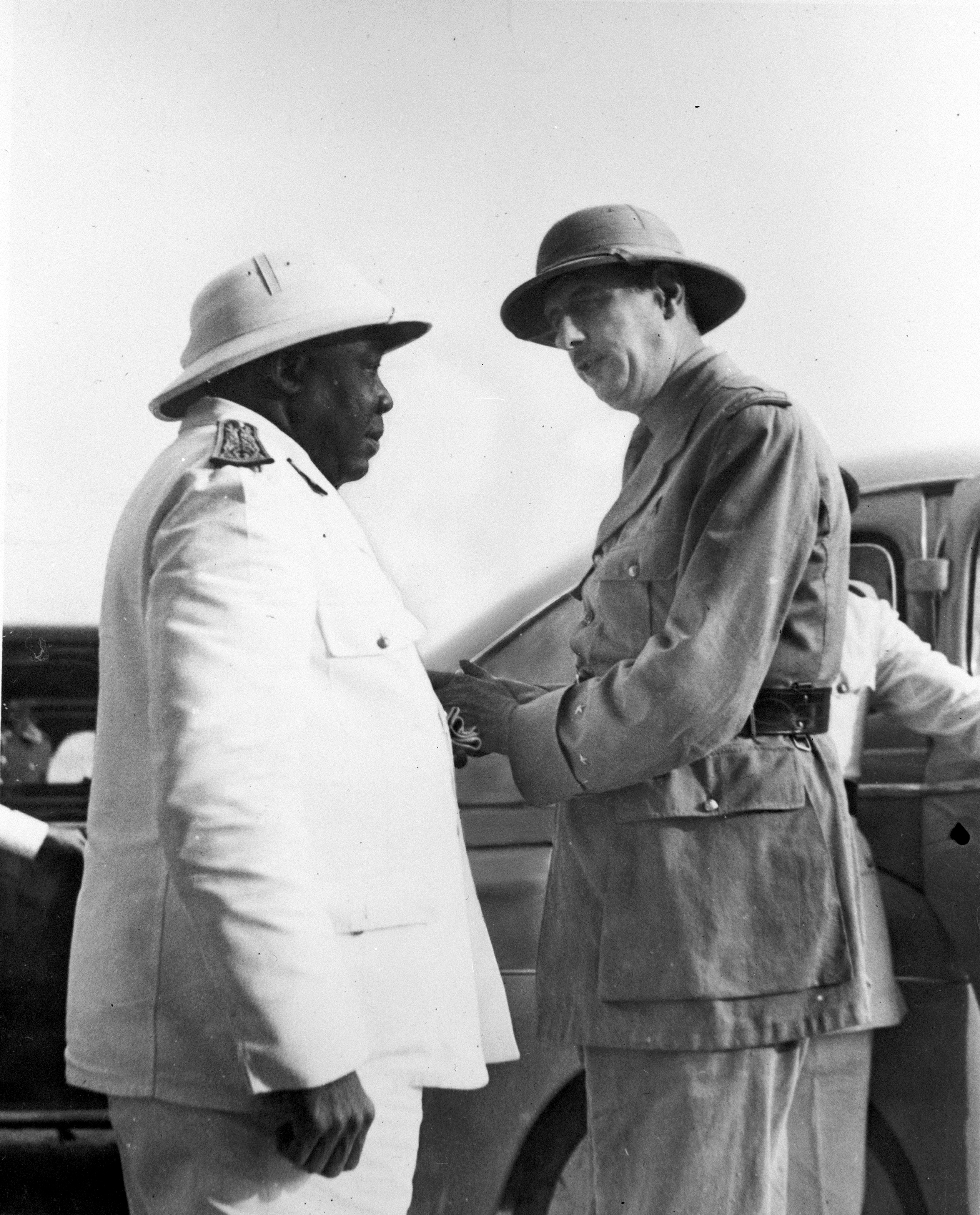
15 octobre : Charles de Gaulle est accueilli à Fort-Lamy par Félix Éboué, le gouverneur du Tchad.

- 13 septembre : les forces italiennes sous le commandement du maréchal Rodolfo Graziani envahissent l’Égypte[22].

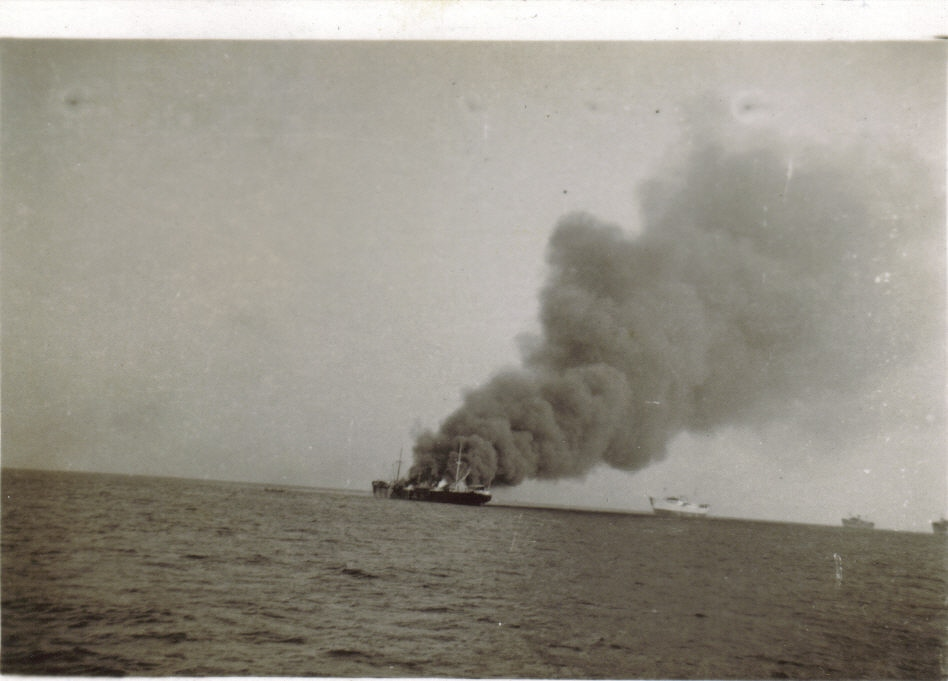
24 septembre : bataille de Dakar.

- 23 - 25 septembre : attaque anglo-gaulliste de Dakar. Pierre Boisson résiste[10].
- 27 octobre : Charles de Gaulle institue un Conseil de défense de l’Empire chargé de la conduite générale de la guerre en vue de la libération[23]. Brazzaville devient la capitale de la « France libre ».
- 10 novembre : les Forces Françaises Libres entrent dans Libreville[24].
- 12 novembre : Félix Éboué, un Antillais, devient le premier gouverneur général noir de l’Afrique-Équatoriale française[25]. Il recommande aux administrateurs coloniaux d’accorder davantage de responsabilités aux chefs coutumiers et de leur témoigner plus de respect. Il limite le travail forcé, crée un statut pour les « notables évolués » (exemption de travail obligatoire, avantages fiscaux, etc.), attribue à des Africains certains postes administratifs jusque-là réservés aux Européens et érige plusieurs villes africaines (Fort-Lamy, Libreville et Bacongo, un quartier de Brazzaville) au statut de « communes ».
- 14 novembre : Port-Gentil et Kango capitulent et le Gabon se rallie[24].
- 9 décembre : début de l’opération Compass. Les Britanniques ripostent à l’invasion italienne de l’Égypte ; ils contrôlent Benghazi le 7 février 1941[22].
- 21 décembre : le sous-marin Narval des Forces françaises libres est coulé au large de Sfax après avoir heurté une mine[26].

- Le cours secondaire de Dakar devient Lycée Van Vollenhoven[27].

### Amérique
- 18 février : au Paraguay, le président José Félix Estigarribia abroge la Constitution de 1870 et impose une dictature[28].
- 8 mai : Rafael Ángel Calderón Guardia devient président du Costa Rica[29].
- 10 juillet : promulgation d’une constitution corporatiste au Paraguay[28].
- 21-30 juillet : conférence des ministres des Affaires étrangères des États américains réunie à La Havane. Après la défaite de la France et des Pays-Bas en juin, pour maintenir la neutralité adoptée à la conférence de Panama dès septembre-octobre 1939, les colonies européennes du continent américain sont placées sous la tutelle des États américains pour éviter qu’elles ne tombent sous contrôle allemand (acte de La Havane)[30].

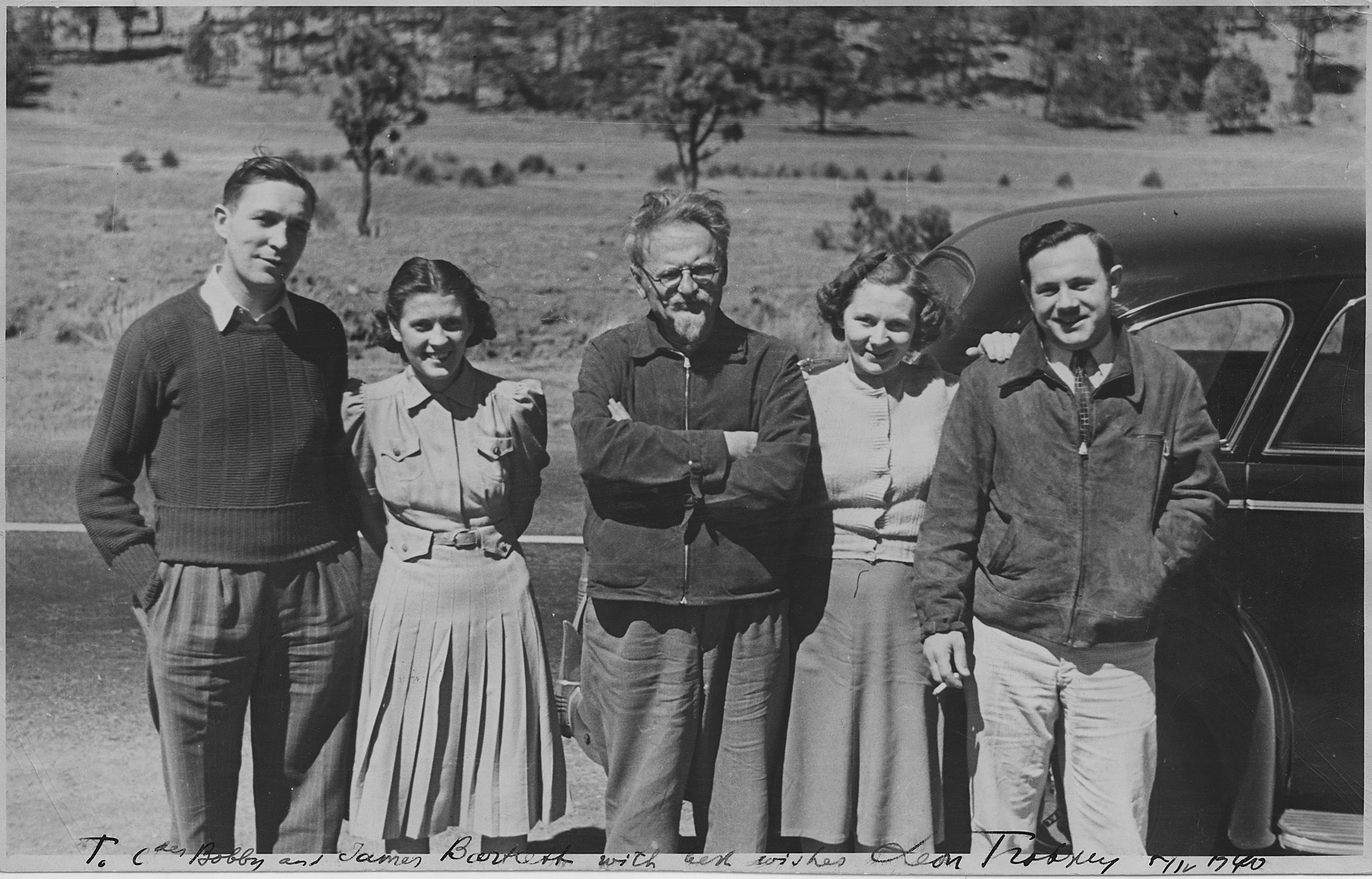
Léon Trotski avec les trotskistes américains Harry De Boer et James H. Bartlett et leurs conjointes, avant le 5 avril 1940.

- 20 août-21 août : assassinat de Léon Trotski à Coyoacán (Mexico) sur l’ordre de Staline, par un agent du service secret du Guépéou, Ramón Mercader (alias Jacques Mornard)[31].
- 7 septembre, Paraguay : le dictateur José Estigarribia meurt dans un accident d’avion[32] et est remplacé par le ministre de la guerre, le général Higinio Morínigo qui assume tous les pouvoirs pendant toute la durée de la guerre, avec l’appui du Brésil et des États-Unis qui veulent éloigner le Paraguay de l’influence de l’Argentine restée neutre (fin en 1948)[33].
- 1er décembre : Manuel Ávila Camacho (PRM) élu président de la république du Mexique dans des élections contestés le 7 juillet contre le candidat du PAN, Juan Andreu Almazán (es), prend ses fonctions (fin de mandat en 1946)[34].

### Asie
- 8 janvier : discours du Premier ministre du Japon Fumimaro Konoe qui popularise le slogan Hakkō ichiu[35].
- 14 janvier : Mitsumasa Yonai devient premier ministre du Japon (fin le 16 juillet)[36].
- 26 janvier : les États-Unis résilient le traité de commerce et de navigation conclu avec l’empire du Japon en 1911[37]. Le Japon dépend alors des États-Unis pour 90 % de ses besoins en fer, 91 % de sa consommation de cuivre et 60 % de son alimentation en pétrole.

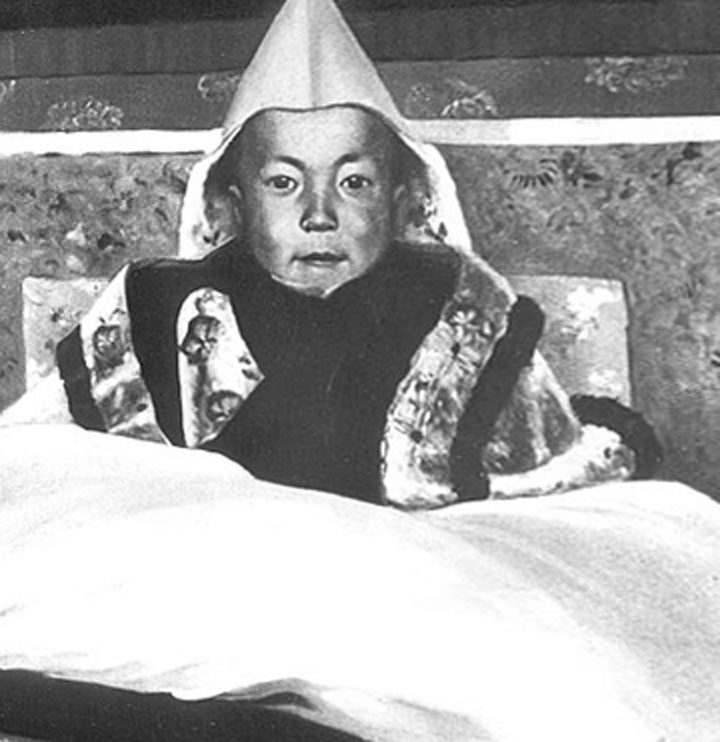
22 février : intronisation de Tenzin Gyatso comme 14e dalaï-lama.

- 22 février, Tibet : intronisation du nouveau dalaï-lama Tenzin Gyatso[38].
- Février, Indes orientales néerlandaises : sous l’impulsion du GAPI (id), le Volksraad demande la création d’un gouvernement autonome indonésien. En mai, les Pays-Bas sont envahis. Le gouvernement néerlandais de Londres déclare qu’on ne saurait envisager de réformes avant la fin de la guerre (23 août), ce qui est confirmé par le discours de la reine Wilhelmine du 10 mai 1941[39].

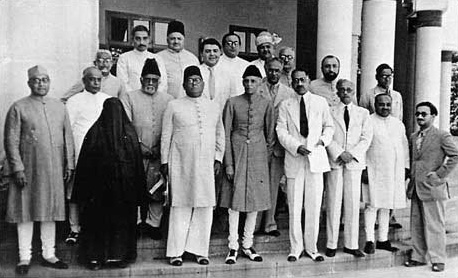
23 mars : le comité de travail de la Ligue musulmane adopte la résolution de Lahore qui demande la partition des Indes.

- 23 mars : résolution de Lahore[40]. Muhammad Ali Jinnah, président de la Ligue musulmane demande la partition de l’Inde en deux États indépendants.
- 30 mars, Chine : Wang Jingwei, qui revendique la légitimité du Kuomintang, constitue à Nankin le gouvernement national réorganisé de la république de Chine, qui collabore avec le Japon[41]. Tchang Kaï-chek reçoit l’aide des Britanniques via la Birmanie.
- 1er mai - 12 juin : victoire chinoise sur le Japon à la bataille de Zaoyang-Yichang[42].
- 12 juin : signature d’un pacte de non-agression entre la France et la Thaïlande ; après la défaite de la France (Armistice du 22 juin), il n’est pas ratifié par le gouvernement Phibun[43].
- 9 juillet, Japon : hospitalisation forcée de 157 lépreux au Honmyō-ji[44].

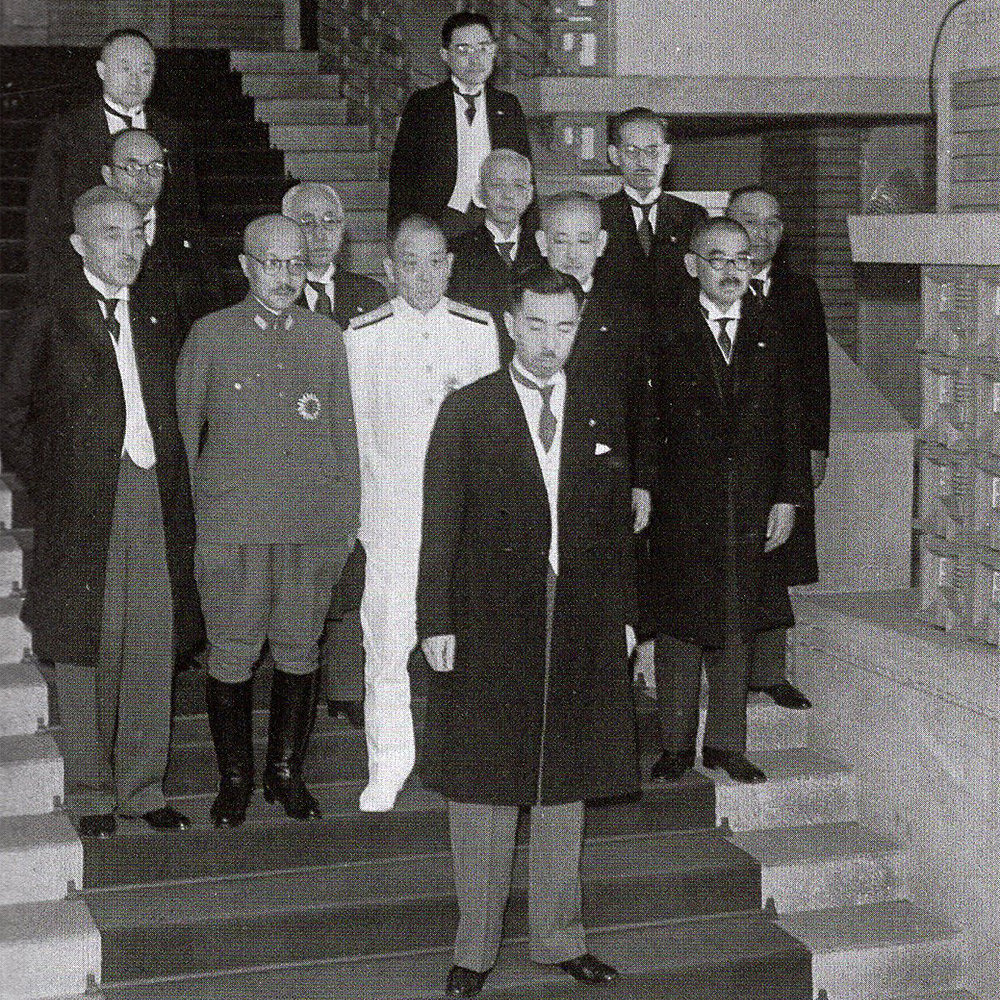
21 juillet : second cabinet de Fumimaro Konoye.

- 21 juillet : le prince Fumimaro Konoye devient premier ministre du Japon (fin le 18 octobre 1941)[36]. Il forme un gouvernement excluant tous les membres de partis politiques. Le général Tojo est ministre de la Guerre[45].
- 20 août - 5 décembre : offensive des cent régiments[42]. Victoire des troupes communistes chinoises sur les Japonais dans le nord de la Chine.
- 22 septembre : occupation du Tonkin par les Japonais. Lạng Sơn, encerclée, capitule le 25. Les troupes japonaises entrent à Haiphong le 26 septembre. L’amiral Jean Decoux, gouverneur général de l’Indochine française, privé de secours alliés, ne peut s’y opposer et collabore avec la permission de Vichy[46].
- 17 septembre, Thaïlande : encouragé et soutenu par le Japon, le gouvernement Phibun demande à la France de Vichy les territoires de la rive droite du Mékong qui lui avaient été cédés en 1893 et au cours des années suivantes[47]. En décembre, Phibun lance une offensive et occupe les territoires de Paklay et de Bassac, sur la rive droite du Mékong au Laos[48].
- 27 septembre : pacte tripartite entre le Japon, l’Italie et l’Allemagne dirigé contre les États-Unis et le Royaume-Uni[49].
- 11-13 octobre, Inde britannique : réunion du comité exécutif du Congrès à Wardha. Gandhi déclenche un programme de désobéissance civile limitée : seuls des volontaires désignés doivent prendre part au satyâgraha[50].
- 23 décembre, Chine : dissolution des organisations communistes sur ordre de Tchang Kaï-chek, qui rompt l’accord entre le Guomindang et le Parti communiste chinois du 22 septembre 1937[51].

### Proche-Orient

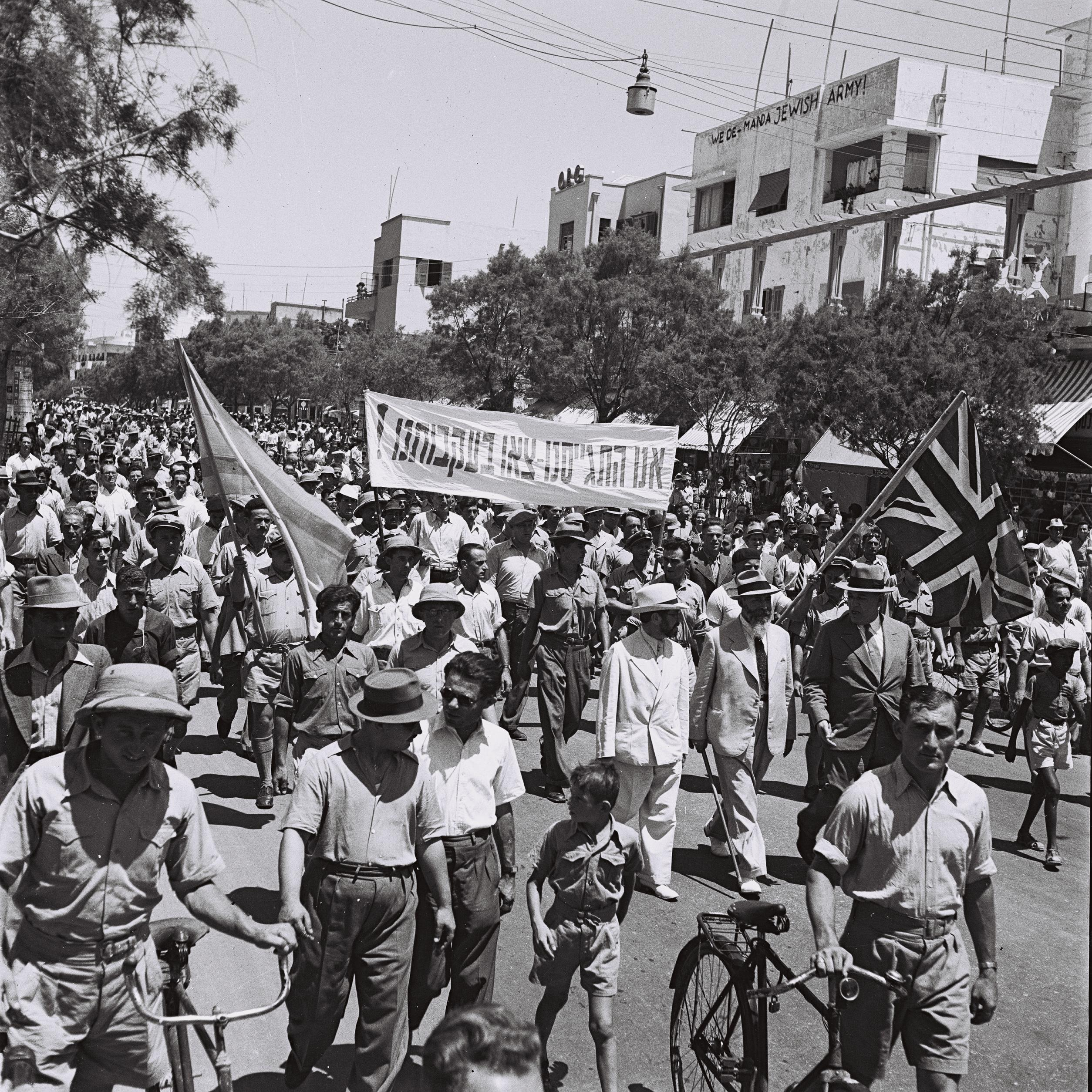
Volontaires juifs marchant dans la rue Allenby à Tel-Aviv en faveur de l’enrôlement dans l’armée britannique.

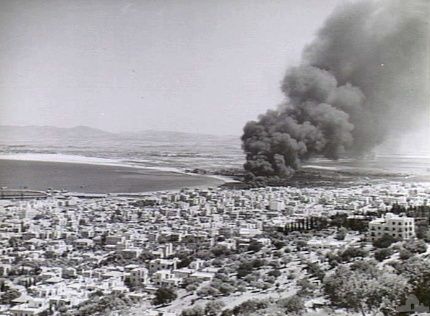
Bombardement de Haïfa en septembre 1940.

- 28 mars, Irak : le Premier ministre Nuri as-Said démissionne et le 31 mars entre dans un nouveau gouvernement dirigé par Rachid Ali en tant que ministre des Affaires étrangères. Il refuse de rompre les relations diplomatiques avec l’Italie en juin, marquant ainsi l’indépendance de l’Irak par rapport à la Grande-Bretagne. Après la défaite française, l’Irak cherche un accord avec l’Allemagne. Le mufti de Jérusalem, réfugié en Irak, entre en contact avec l’Axe en été. Berlin répond de manière vague[52].
- 10 mai : l’arrivée de Churchill au pouvoir[53] modifie la politique britannique en Palestine mandataire. Favorable à la cause sioniste, il est hostile au Livre blanc de 1939[54]. Mais Eden, au Foreign Office à partir du 22 décembre, défend la politique du gouvernement précédent. L’immigration juive est limitée comme les transferts de terres arabes. En revanche, aucun transfert de pouvoir n’est opéré en faveur des Arabes palestiniens. Les sionistes encouragent les Juifs de Palestine à s’enrôler dans l’armée britannique et organisent des réseaux d’immigration clandestine[55]. Les Arabes qui s’engagent sont cantonnés à des tâches non combattantes.
- 15 et 24 juillet : des avions italiens bombardent la raffinerie et les installations portuaires de Haïfa[56],[57].
- 16 juillet, Syrie : l’homme politique islamiste syrien Abd ar-Rahman Chahbandar est assassiné à Damas. L’enquête fait porter les soupçons sur Jamil Mardam Bey et Lutfi al-Haffar[58]. Devant les risques de répression, les principaux membres du Bloc national se réfugient en Irak. Seul Quwwatli reste en Syrie et entre en contact avec les représentants de l’Axe. Quand la France s’effondre en juin, le haut-commissaire français en Syrie Gabriel Puaux envisage de poursuivre la lutte. Les Britanniques imposent néanmoins un blocus sur la Syrie et le Liban et encouragent les premiers Français libres. Les envoyés de Vichy imposent une épuration des cadres soupçonnés de gaullisme. Puaux est rappelé en novembre et remplacé par le général Henri Dentz[59].
- 9 septembre : bombardement de Tel-Aviv par l’aviation italienne[60].

### Europe

La Seconde Guerre mondiale en Europe (1939-1941).

- 1er-7 janvier, guerre d’Hiver : victoire décisive finlandaise sur la Russie à la bataille de la route de Raate[61].
- 4 janvier : le parlement irlandais accorde les pleins pouvoirs à Éamon de Valera pour lutter contre le terrorisme[62].
- 8 janvier : début du rationnement au Royaume-Uni, notamment sur le beurre, le sucre et la charcuterie. La viande est rationnée à partir du 11 mars, la margarine en juillet[63].
- 10 janvier : incident de Mechelen. Un avion allemand transportant les plans secrets d'invasion s'écrase en Belgique ce qui permet aux Alliés de prendre connaissance de la version initiale du plan "fall gelb" et qui forcera Hitler à repousser l'invasion et à modifier le plan.
- 17 janvier : vague de froid sur l’Europe occidentale[64]. La Tamise gèle pour la première fois depuis plus d’un demi-siècle.
- 18 janvier : le Danemark, la Norvège et la Suède affirment leur neutralité[65].
- 23 janvier : à Paris, ouverture du Conseil national de la République polonaise (Rada Narodowa Rzeczypospolitej Polskiej (pl)), un organisme législatif consultatif présidé par le compositeur Ignacy Jan Paderewski[66].
- 5 février : le Conseil suprême interallié, qui réunit ministres français et britanniques, adopte un plan de débarquement en Norvège dans le but de soutenir les forces finlandaises[67] et d’empêcher le convoyage par les Allemands de minerai de fer suédois à partir de Narvik[68].
- 11 février : l’Union soviétique et l’Allemagne signent un accord commercial pour contrer le blocus maritime franco-britannique[69].

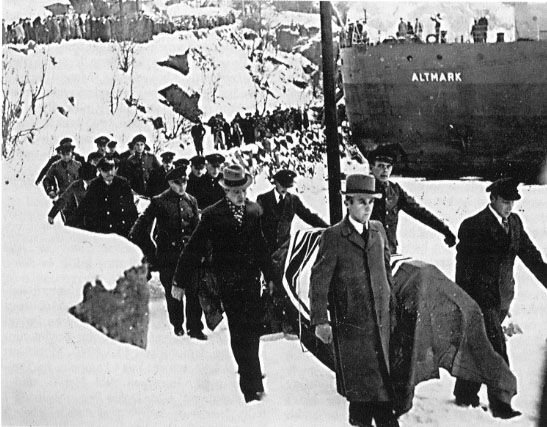
16 février : incident de l’Altmark.

- 16 février : incident de l’Altmark. Un pétrolier ravitailleur allemand transportant des prisonniers britanniques est arraisonné par la Royal Navy en violation de la neutralité norvégienne[70].
- 24 février : adoption par Hitler du plan Jaune (Fall Gelb) d’offensive sur le front de l’Ouest[22].
- 3 mars : le paquebot Queen Elizabeth, réquisitionné pour le transport de troupes, appareille pour sa première traversée de l'Atlantique ; le 7 mars, il rejoint à New York le Queen Mary et le Normandie[71].
- 5 mars : les membres du Politburo du Parti communiste de l’Union soviétique signent l’ordre d’exécution du massacre de Katyń[72].
- 12 mars : traité de paix signé à Moscou entre la Finlande et l’Union soviétique ; fin de la guerre d’Hiver et début de la Grande Trêve[67].
- 28 mars : le Conseil suprême interallié se réunit à Londres. Dans un communiqué commun, la France et le Royaume-Uni s’engagent à ne pas conclure d’armistice ou de paix séparée et de couper la route du fer suédois par le mouillage de mines dans les eaux territoriales norvégiennes ; l’opération est prévue pour le 8 avril[68].

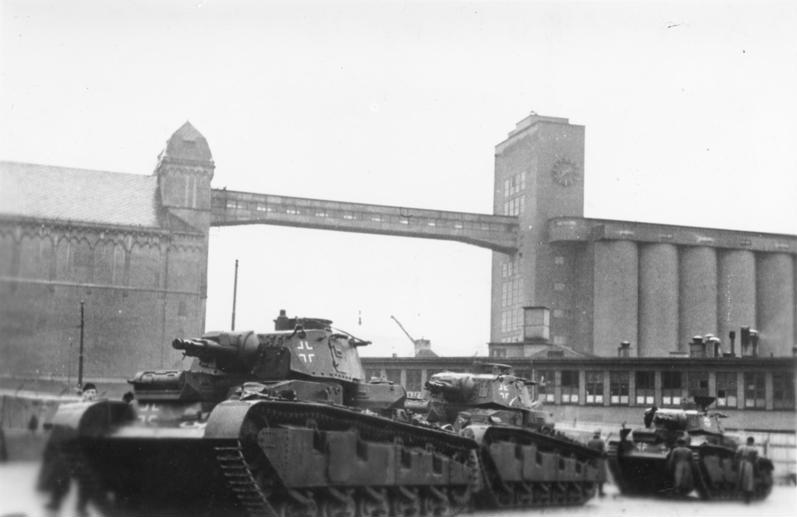
Panzers allemands dans le port d’Oslo en avril 1940.

- 9 avril :
  - opération Weserübung[22]. Le Danemark et la Norvège sont envahis par l’Allemagne. Le Danemark, sans armée, capitule. La résistance est plus importante en Norvège (bataille de Dombås)[73]. Début de la campagne de Norvège. Oslo, Arendal, Stavanger, Bergen, Trondheim et Narvik tombent rapidement aux mains des Allemands[67].
  - En Norvège, Vidkun Quisling tente de s’imposer au pouvoir mais ne reçoit pas l’appui des Allemands. Un « Conseil administratif » apolitique, composé de hauts fonctionnaires, est mis en place par la Cour suprême le 15 avril, remplacé par un « Conseil d’État » le 25 septembre, puis un « gouvernement national », dirigé par Quisling, cette fois avec l’aval des Allemands en février 1942[74].

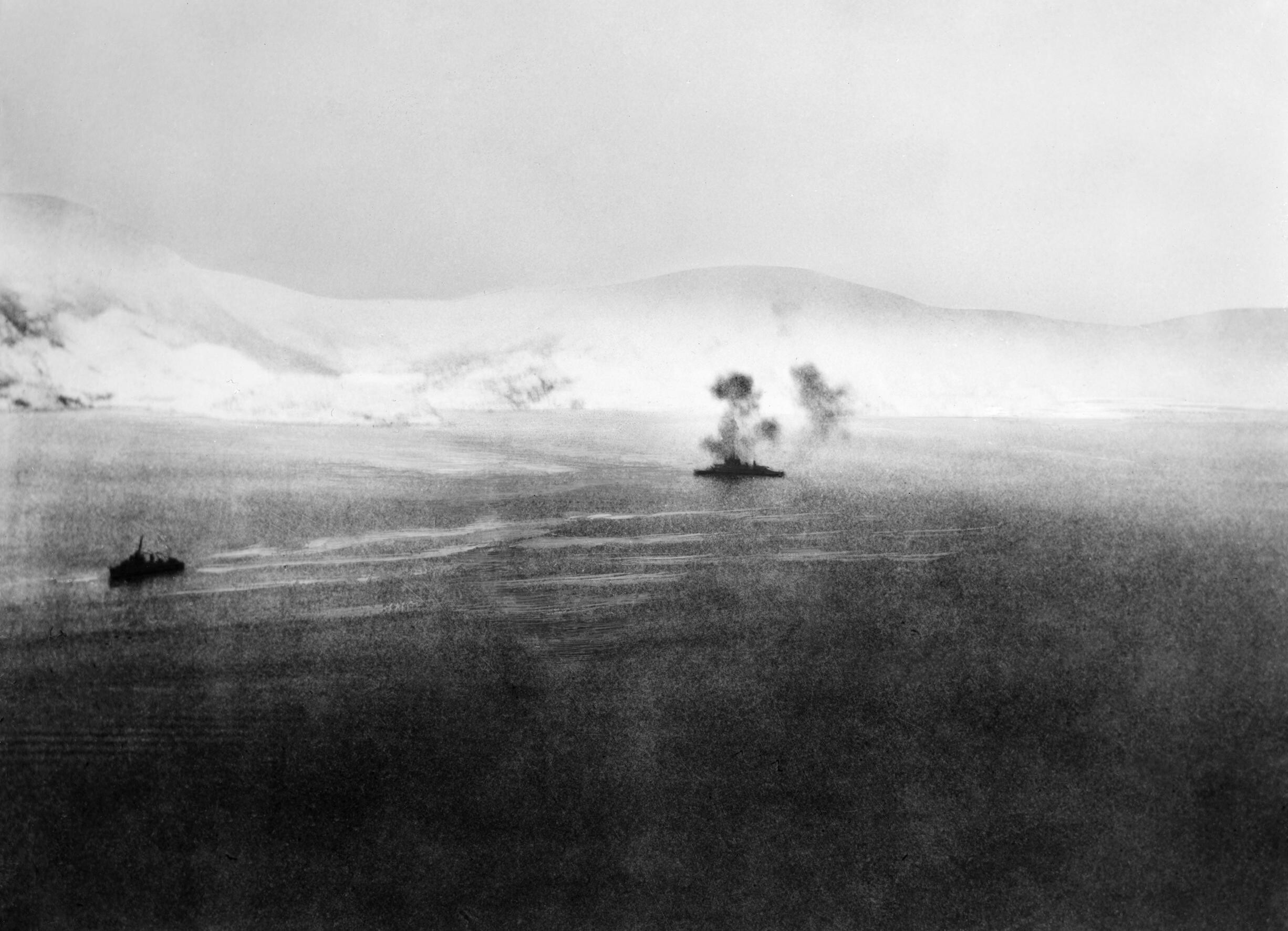
10-13 avril : bataille de Narvik.

- 10 et 13 avril : batailles navales de Narvik[75].
- 14-18 avril : débarquement franco-britannique dans plusieurs ports norvégiens, notamment à Namsos et Harstad après l’échec d’une tentative à Narvik[75].
- 20 avril : l’opération Hammer, prévue par les Britanniques, contre la ville de Trondheim en Norvège, est annulée[76].
- 23 avril : Joseph Terboven est nommé commissaire du Reich en Norvège[74].
- 24 avril : le Comité olympique finlandais informe le CIO qu’il renonce à organiser les jeux prévus pour juillet 1940[77].
- 27 avril : Himmler décide la construction du camp d’Auschwitz[78].
- 7 mai : signature du concordat entre le Portugal et le Vatican[79]. L’influence de l’Église dans l’enseignement est renforcée. Reconnaissance du mariage religieux (le divorce reste possible pour les couples mariés civilement). Exemptions de service militaire pour les clercs, exemptions fiscales pour les revenus de l’Église, exemption de la censure préalable pour les publications catholiques (As Novidades, Radio-Renaissance). Les hôpitaux, asiles et hospices relèvent de l’Église.

- 10 mai : 

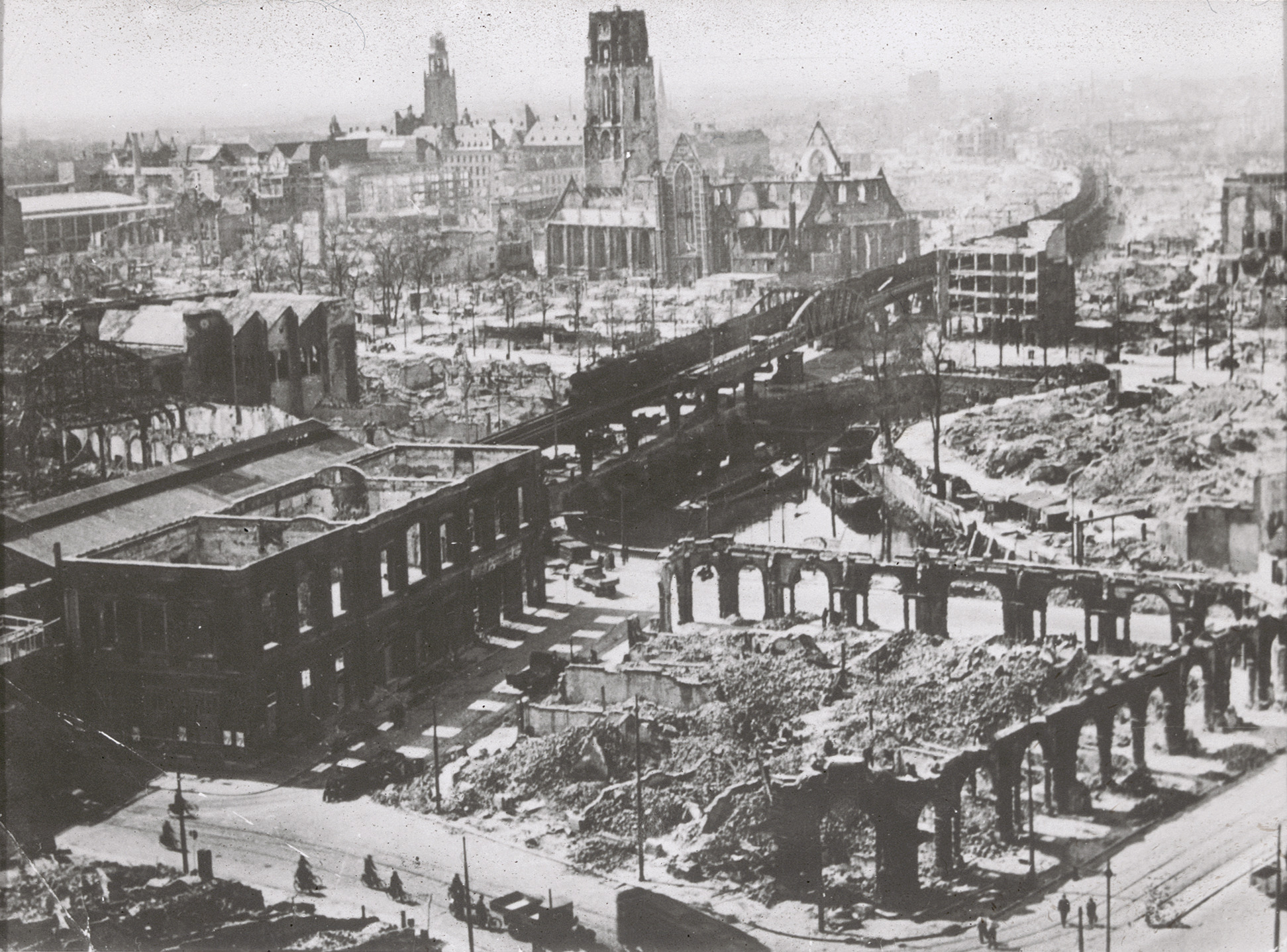
14 mai : bombardement de Rotterdam.

  - début du Westfeldzug. Offensive allemande à l’Ouest contre les Pays-Bas, la Belgique, le Luxembourg et la France[80]. Des troupes françaises et britanniques pénètrent en Belgique en application du plan Dyle[22].
  - Royaume-Uni : malgré la responsabilité de Churchill dans l’échec de la campagne de Norvège, Chamberlain est sommé de démissionner jusque dans son propre parti. Churchill le remplace à la tête d’un gouvernement d’Union nationale[53].
  - des forces britanniques débarquent en Islande afin de prévenir une éventuelle invasion allemande[81].
- 12-14 mai : succès des chars français à la bataille de Hannut[68].
- 13 mai :
  - les blindés allemands du général Guderian percent le front à Sedan et la Wehrmacht franchit la Meuse à Dinant[80].
  - Royaume-Uni : Winston Churchill, présentant son gouvernement devant la Chambre des communes, déclare n’avoir à offrir que « des efforts, du sang, de la sueur et des larmes »[53].
  - la reine Wilhelmine et le gouvernement des Pays-Bas arrivent à Londres[4].
- 14 mai, Royaume-Uni : création les volontaires pour la défense locale (Local Defence Volunteer Reserve) afin de protéger le territoire national contre une éventuelle invasion allemande. Ils sont rebaptisés Home Guard le 23 juillet et comptent alors 1,5 million de participants[82],[83].
- 15-25 mai : La Bataille de Stonne, une contre-attaque de chars blindés lourds français dans les ardennes menaçant le flanc du XIXe corps d'armée allemand mais ne parvenant pas à endiguer la percée de Sedan.
- 15 mai : combat de chars de Flavion ; retraite française sur le front de la Meuse[84].
- 16 mai : le général Henri Winkelman signe la capitulation des Pays-Bas, envahis par les Allemands[4].

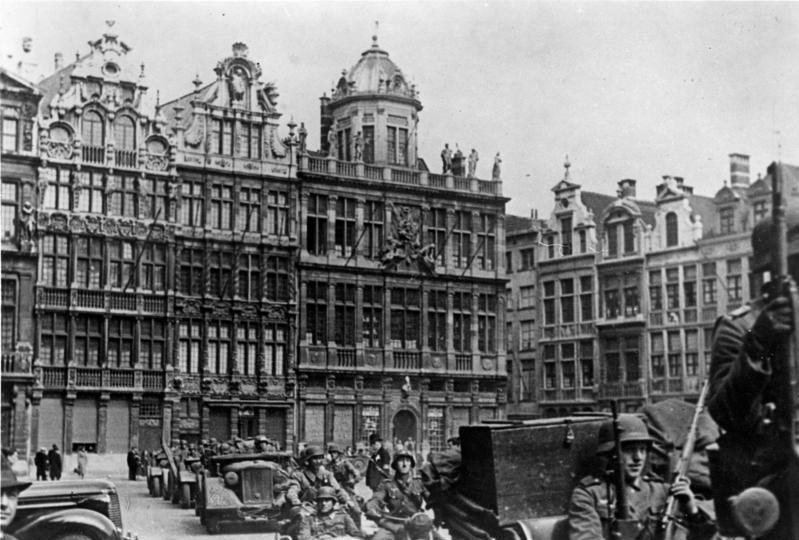
17 mai : les troupes allemandes à Bruxelles.

- 16-17 mai : repli des armées franco-britanniques sur Bruxelles et Charleroi[84].
- 17 mai : contre-attaque française à Montcornet[85].
- 19 mai : le général Weygand succède au général Gamelin comme commandant en chef des forces armées. Il espère arrêter l’offensive allemande sur la Somme (« ligne Weygand »)[22].
- 19-22 mai : « coup de faucille ». Les Allemands se dirigent vers l’ouest pour contourner les forces franco-britanniques par le sud et les encercler. Ils atteignent Péronne (19 mai), Amiens et Abbeville (20 mai), Boulogne-sur-Mer le 22 mai[68].
- 20 mai : ouverture du camp de concentration d’Auschwitz, en Pologne[86].
- 23-28 mai : défaite de l’armée belge à la bataille de la Lys[87].
- 26 mai-4 juin : bataille de Dunkerque[87]. Défaite des troupes anglo-françaises en Flandre.
- 27-31 mai : la poche de Lille résiste à l’encerclement allemand[88].
- 27 mai : l’Allemagne Nazie et le Royaume de Roumanie signent un accord pétrolier[89] prévoyant la livraison de trois millions de tonnes à un prix inférieur d’un tiers à ceux du marché mondial.
- 28 mai : 
  - le roi Léopold III de Belgique signe la capitulation sans condition de l’armée belge. La campagne des 18 jours est finie. Le gouvernement d’Hubert Pierlot, décide de poursuivre la lutte et se réfugie en France, puis à Londres le 22 octobre[90].
  - prise de Narvik par les Alliés[22].
- 28-30 mai : contre-offensive Anglo-française à la bataille d’Abbeville[85].
- 29 mai : Arthur Seyss-Inquart devient commissaire du Reich aux Pays-Bas[91].

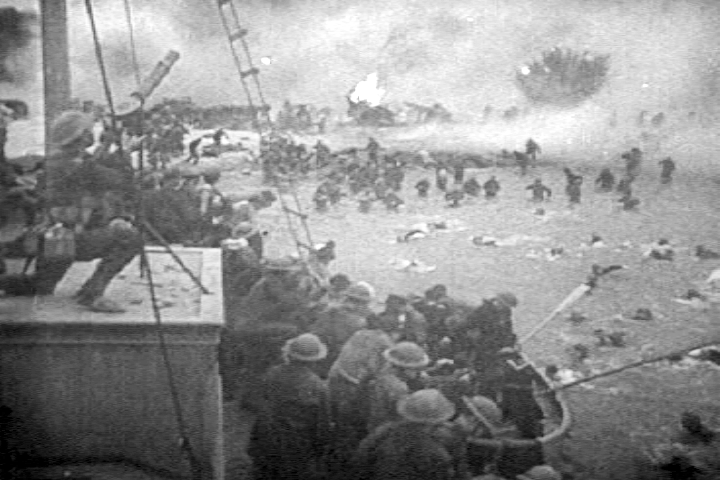
29 mai-3 juin : évacuation de Dunkerque.

- 29 mai-3 juin : évacuation des forces alliées repliées à Dunkerque[68].

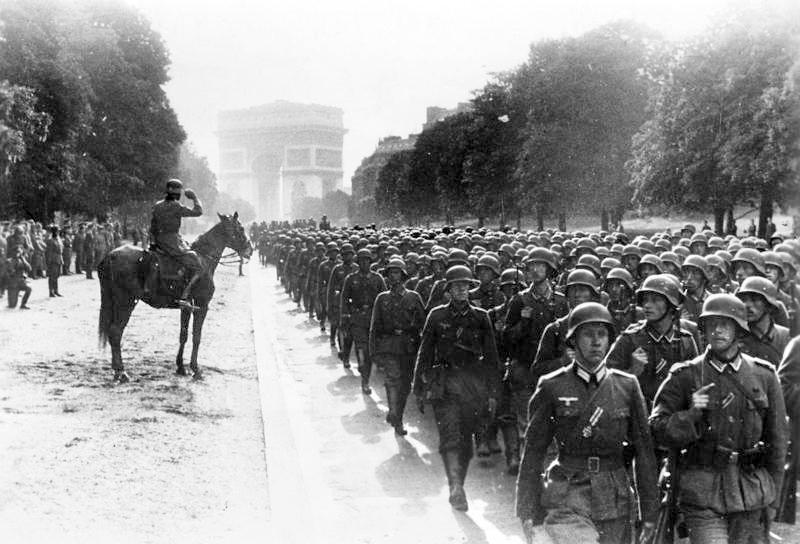
14 juin : les troupes allemandes occupent Paris.

- 3-8 juin : évacuation des troupes françaises et polonaises qui avaient débarqué à Narvik sous les ordres du général Béthouart[22] (opération Alphabet).
- 5 juin : offensive allemande sur la Somme[22].
- 9 juin : 
  - combat de Pont-de-l’Arche. Les Allemands atteignent la Seine à Rouen[22].
  - le roi Haakon VII de Norvège et le gouvernement Nygaardsvold partent en exil au Royaume-Uni[74].
- 10 juin : l’Italie déclare la guerre à la France et au Royaume-Uni, malgré l’opposition de l’opinion, du roi et de Ciano[4].
- 11 juin : repli des forces françaises de la ligne Weygand[22].
- 12 juin : après la défaite française, Franco renonce à la neutralité pour placer l’Espagne dans la non-belligérance[4].
- 14 juin :
  - Paris est occupée[80].
  - opération Vado menée par la marine française contre les ports de Gênes et de Savone en Italie[92].
  - l’Union soviétique lance un ultimatum à la Lituanie, exigeant la démission de son gouvernement. Il est suivi par des ultimatums similaires adressés à l’Estonie et à la Lettonie le 16 juin[93].

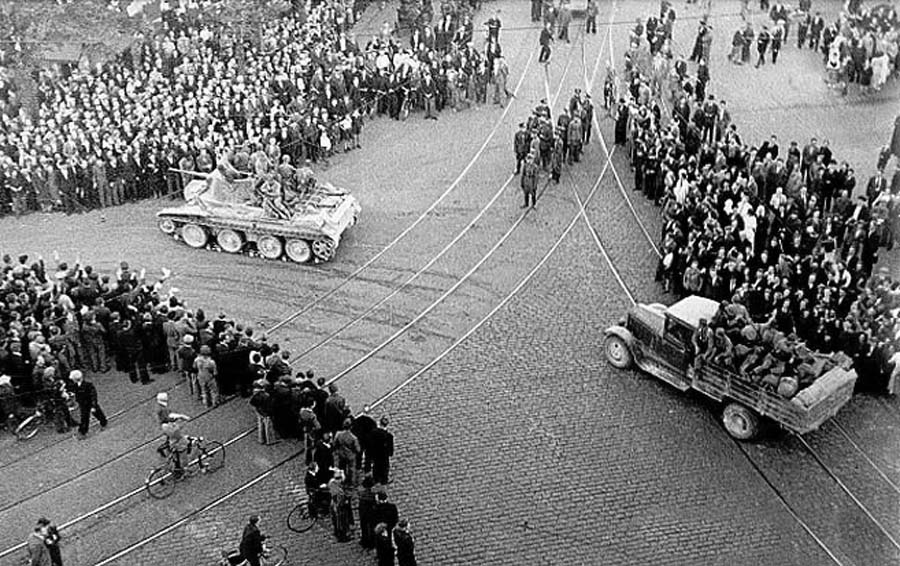
Chars soviétiques à Riga.

- 15-17 juin : occupation des pays baltes par l’Armée rouge ( Lituanie le 15 juin, Estonie le 16 juin, Lettonie le 17 juin)[94].
- 16 juin : le général de Gaulle, en mission à Londres, dicte à Paul Reynaud, au téléphone, le texte de la proposition de Jean Monnet de fusion de la France et du Royaume-Uni, l’Union franco-britannique. Le soir, Paul Reynaud démissionne de ses fonctions, Philippe Pétain est nommé chef du gouvernement français[4].
- 17 juin : Adolf Hitler annonce qu’un blocus total des îles britanniques sera mis en place[95]. Pétain annonce à la radio qu'il faut "cesser le combat".
- 18 juin : le Général de Gaulle lance son appel du 18 juin, engageant les Français à poursuivre la lutte et fonde un gouvernement français en exil[12].

« Foudroyés aujourd’hui par la force mécanique, nous pourrons vaincre dans l’avenir par une force mécanique supérieure. Le destin du monde est là. »

- 20 juin : Hitler nomme le gauleiter de Bade Robert Wagner chef de l’administration civile en Alsace et Bürckel, gauleiter de la Sarre, en Moselle. L’Alsace-Lorraine est annexée de fait au Reich[96].
- 21 juin : en Roumanie, un décret royal transforme le Front de la Renaissance Nationale en Parti de la Nation « parti unique et totalitaire »[97].

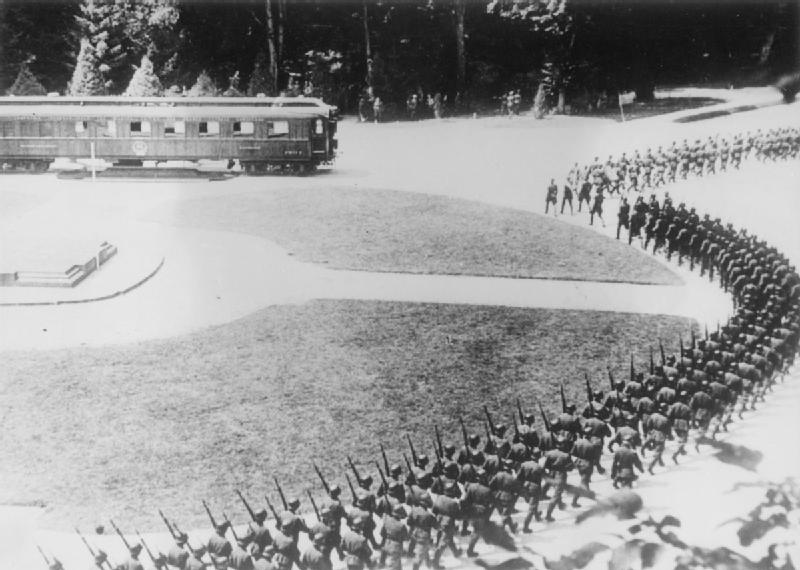
22 juin : armistice entre la France et l’Allemagne à Rethondes.

- 22 juin : signature de l’armistice entre la France et l’Allemagne nazie, dans le wagon de l’Armistice dans la clairière de Rethondes[12]. Churchill le dénonce aussitôt[98].
- 23 juin, Lisbonne : ouverture de l’exposition du monde portugais (Exposição do Mundo Português) qui marque l’apogée de l’Estado Novo au Portugal (fin le 2 décembre)[99].
- 24 juin : signature de l’armistice franco-italien[86].
- 25 juin : le président de la Confédération suisse, Marcel Pilet-Golaz, prononce un discours radiophonique ambigu. Controversé, on l’accusera de sympathie envers l’Allemagne[100].
- 26 juin : le gouvernement roumain reçoit un ultimatum du gouvernement soviétique lui sommant de lui céder la Bessarabie et le nord de la Bukovine sous 24 h[101]. L’Union soviétique, en accord avec l’Allemagne, occupe la Bessarabie et le nord de la Bucovine le 28 juin. Le 2 août est créée la République socialiste soviétique moldave[102].

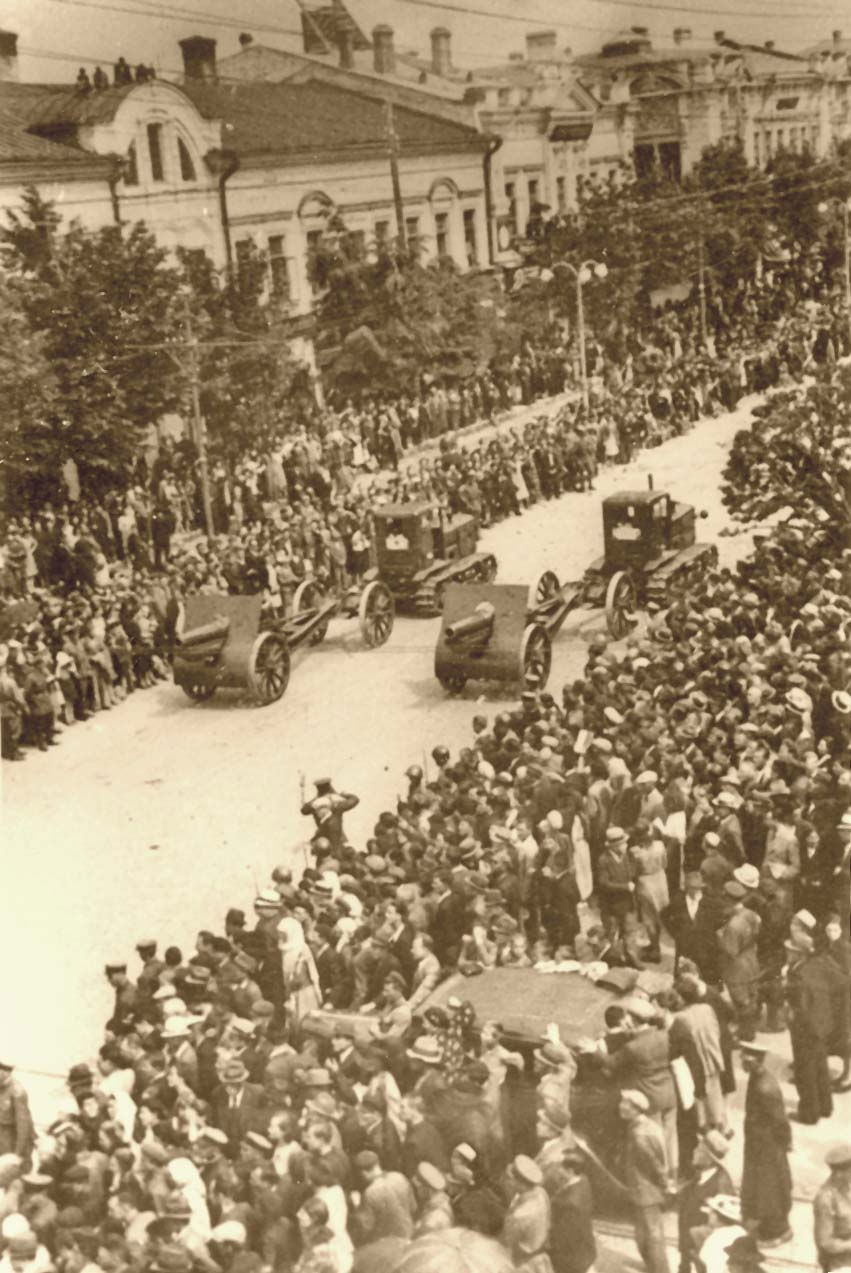
28 juin : occupation soviétique de la Bessarabie et de la Bucovine du Nord. Parade des troupes de l’armée rouge le 4 juillet à Chișinău.

- 28 juin : le gouvernement britannique reconnait le Général de Gaulle comme Chef de la France libre[86].
- Du 30 juin au 3 août, les effectifs de la RAF passent de 587 à 708 chasseurs[98].
- 1er juillet :
  - le gouvernement Pétain s’installe à Vichy[86].
  - dans son éditorial, The Times mentionne « l’Esprit de Dunkerque »[103], sentiment de fraternisation entre les classes sociales face à l’adversité[98].
  - début de l’opération Catapult, lancée par Churchill pour s’assurer que la flotte française ne tombe pas aux mains de l’Allemagne. Les navires français réfugiés dans les ports britanniques sont saisis, le reste de la flotte est neutralisé[12].
- 2 juillet : Hitler évoque la possibilité d’un débarquement en Angleterre[104]
- 3 juillet : bataille de Mers el-Kébir, les navires britanniques bombardent la flotte française[12].
- 4 juillet : 
  - rupture des relations diplomatiques entre la France de Vichy et la Grande-Bretagne[105].
  - le roi Carol II de Roumanie constitue un cabinet pro-allemand présidé par Ion Gigurtu dont le nouveau chef de la Garde de fer, Horia Sima, est membre[89]. La Roumanie aligne sa politique intérieure sur celle des puissances de l’Axe.
- 8 juillet : accords de transit germano-suédois. Malgré sa neutralité, la Suède est contrainte d’accepter le passage de trains de permissionnaires allemands et de matériel militaire sur son territoire (1940 et 1941)[106].
- 9 juillet :
  - bataille de Punta Stilo au large de la Calabre, premier affrontement en Méditerranée entre les flottes italienne et britannique[4].
  - création du Gouvernement provisoire tchécoslovaque, reconnu par le gouvernement britannique le 18 juillet[107]. Le Comité central de la Résistance intérieure tchèque formé au début l’année entre en contact avec Londres, où Edvard Beneš reprend le titre de président et forme un gouvernement en exil avec Jan Masaryk et Jan Šrámek.
- 10 juillet : 
  - vote des pleins pouvoirs constituants à Philippe Pétain[86].
  - la Roumanie se retire de la SDN[108].
- 11 juillet : Philippe Pétain se proclame chef de l’État français. Promulgation des Actes constitutionnels de Vichy[86].
- 14-15 juillet : échec de l’opération Ambassador, raid des commandos britanniques sur l’île de Guernesey occupée par les Allemands[109].
- 16 juillet : Hitler rédige avec ses conseillers la directive No 16, qui définit les grandes lignes du plan d’invasion de l’Angleterre, l’opération Seelöwe[104].
- 19 juillet : 
  - dans un discours au Reichstag, Hitler propose la paix au gouvernement britannique qui refuse le 22 juillet[104].
  - bataille du cap Spada au large de la Crète[4].
- 21 juillet : proclamation de la république socialiste soviétique de Lituanie, de la république socialiste soviétique d’Estonie et de la république socialiste soviétique de Lettonie, unies respectivement à l’URSS les 3, 5 et 6 août[93].
- 22 juillet : en France, un décret du régime de Vichy retire la nationalité française aux Juifs immigrés installés en France et naturalisés après 1927[110].
- 25 juillet :
  - l’Allemagne annexe de facto le département français de la Moselle[111].
  - Le général Henri Guisan, commandant en chef des forces armées suisses, prononce un discours historique, le Rapport du Grütli (ou Rütli) devant 300 haut gradés de l’armée suisse. Il organise la défense du pays et annonce sa volonté de résistance, tant morale que militaire en cas d’invasion par l’Allemagne[112].
- 31 juillet : Londres décide de mettre en place un blocus de la France et des colonies françaises[113].
- 1er août : dans sa directive No 17, Hitler ordonne à la Luftwaffe d’intensifier dès le 5 août la guerre aérienne et navale contre l’Angleterre, en vue d’établir les conditions nécessaires à l’invasion du pays.
- 13 août : Adlertag, opération aérienne de la Luftwaffe (Force aérienne allemande) pour détruire la Royal Air Force britannique. Début de la bataille d’Angleterre (fin en 1941)[104].
- 15 août : le croiseur grec Elli est torpillé par un sous-marin non identifié (italien) dans le port de Tinos, au moment du grand pèlerinage annuel. C’est le prélude à l’attaque italienne[114].
- 20 août : première déportation en France. 927 civils espagnols sont envoyés d’Angoulême vers Mauthausen. La plupart des hommes mourront, les femmes et les enfants seront livrés à Franco[115].
- 24 août : premier bombardement allemand nocturne sur Londres, par erreur, suivit le lendemain du premier bombardement britannique sur Berlin en réplique[116].

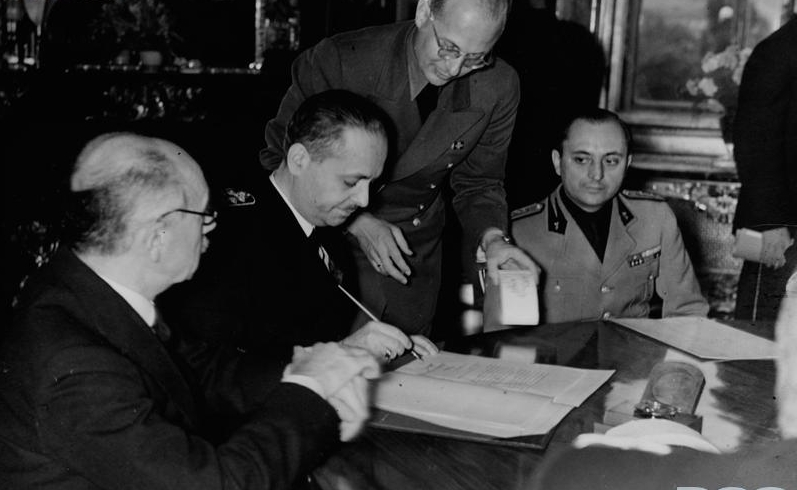
30 août : le ministre des Affaires étrangères hongrois István Csáky signe le deuxième arbitrage de Vienne.

- 30 août : à la suite du second arbitrage de Vienne, sous la pression de l’Allemagne et de l’Italie, la Roumanie est contrainte de céder la Transylvanie à la Hongrie, soit 43 590 km2 et 2 185 500 habitants[101].
- 4 septembre : le général Ion Antonescu devient Premier ministre du Royaume de Roumanie[117].

- 7 septembre : 

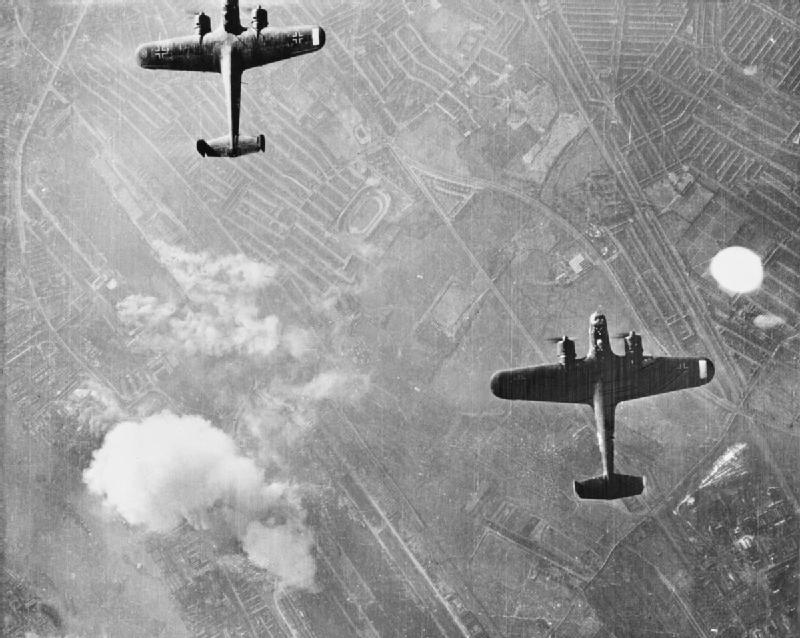
7 septembre : bombardiers Dornier Do 17 allemands sur Londres.

  - premier bombardement massif sur Londres. Début du Blitz : la Grande-Bretagne est soumise à des attaques aériennes intenses (23 000 victimes civiles)[98].
  - la Dobroudja du Sud est rendue à la Bulgarie à la suite des accords de Craiova. Ces pertes de territoires suscitent la colère de la population roumaine et provoquent l’abdication du roi Carol II en faveur de son fils, Michel, sous la pression du général Ion Antonescu, partisan de l’Allemagne (6 septembre)[117].
- 12 septembre : la mission Tizard, une mission scientifique britannique venue aux États-Unis pour jeter les bases d’une coopération scientifique dans le domaine de la recherche militaire, présente à Washington le magnétron à cavité[118].
- 14 septembre : des émeutes populaires tournent au massacre en Roumanie. Ion Antonescu institue une dictature (1940-1944). Il prend la fonction de Conducător (Guide de l’État) et proclame la Roumanie « État national-légionnaire »[117]. La Garde de fer prend le nom de « Mouvement légionnaire » et son chef Horia Sima devient vice-président du gouvernement.
- 27 septembre : pacte tripartite entre le Japon, l’Italie et l’Allemagne dirigé contre les États-Unis et le Royaume-Uni[86].

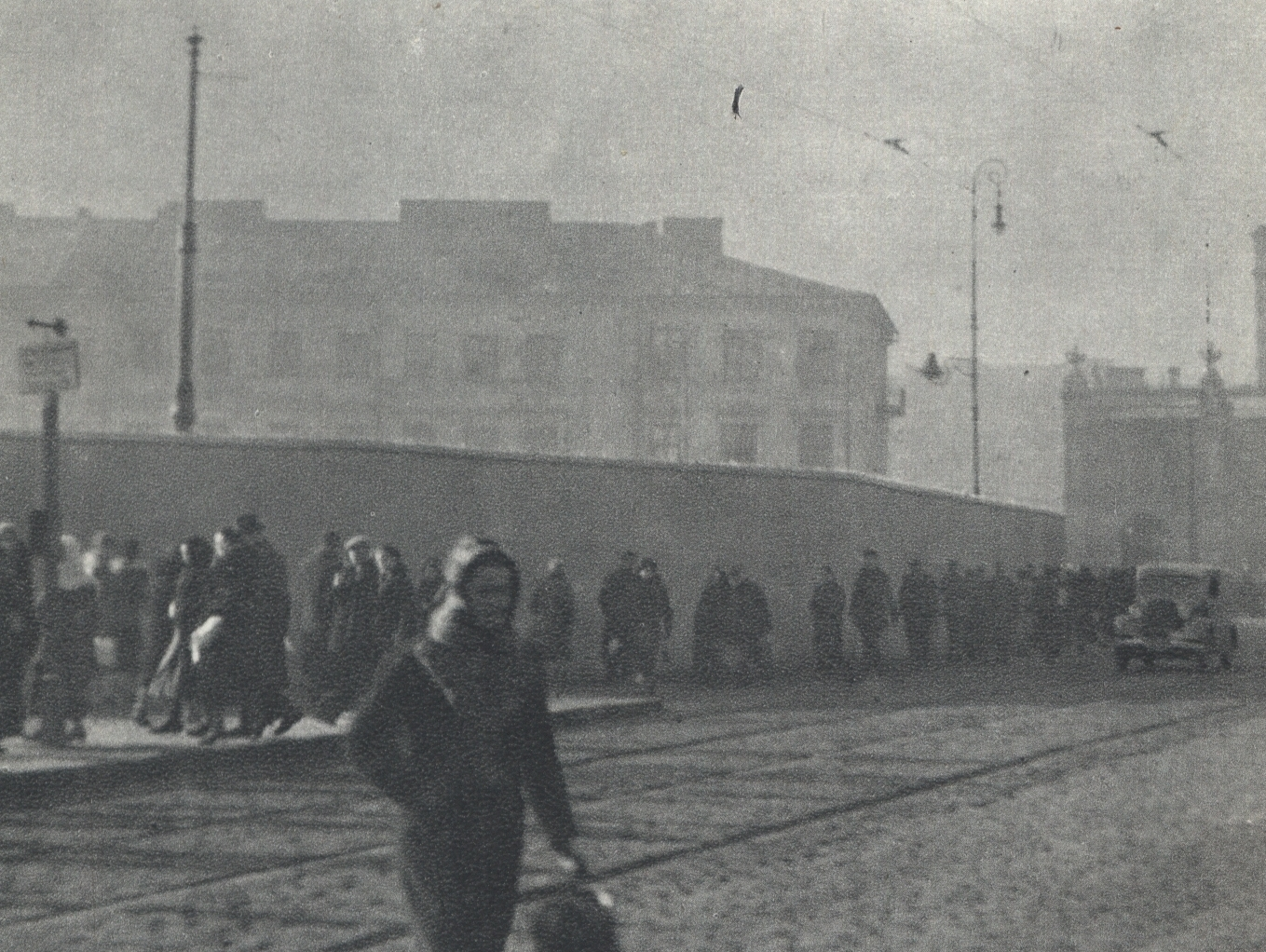
Le mur du ghetto de Varsovie en 1940.

- 2 octobre : le gouverneur nazi Ludwig Fischer ordonne la construction d’un mur autour du ghetto de Varsovie, achevé le 16 novembre[119]. Les habitants ne pourront plus en sortir sans un laissez-passer.
- 10 octobre : une « mission militaire allemande d’instruction » entre sur le territoire de la Roumanie[120].
- 12 octobre : échec de la bataille d’Angleterre. Hitler renonce au projet d’invasion de la Grande-Bretagne, la Luftwaffe n’étant pas parvenue à dominer l’espace aérien britannique[104].
- 15 octobre : Lluís Companys, ancien président de la généralité de Catalogne, extradé de France par les nazis, est exécuté au château de Montjuïc le 15 octobre[121].
- 23 octobre : entrevue d’Hendaye entre Hitler et Franco[122]
- 24 octobre : entrevue de Montoire[122].

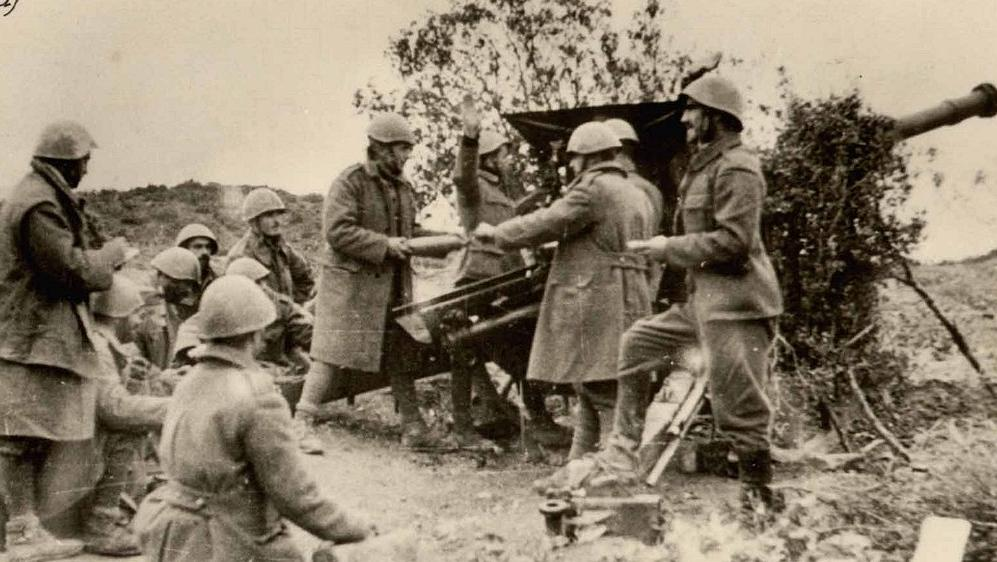
Artillerie grecque sur les hauteurs de Morava, en Albanie, lors de la guerre italo-grecque, en novembre 1940.

- 28 octobre : début de la guerre italo-grecque à la suite du rejet de l’ultimatum italien par le dictateur grec Ioánnis Metaxás (Jour du Non)[114]. Les Italiens attaquent la Grèce, mais essuient une série de revers (novembre-décembre). Entre-temps, les Britanniques lancent une contre-offensive en Libye.
- 30 octobre : Pétain annonce la collaboration de l’État français avec l’Allemagne nazie[122].
- 1er novembre : des commandos britanniques en provenance d’Alexandrie débarquent en Crète pour appuyer les Grecs contre l’Italie[101].
- 11 - 12 novembre : bataille de Tarente[4].

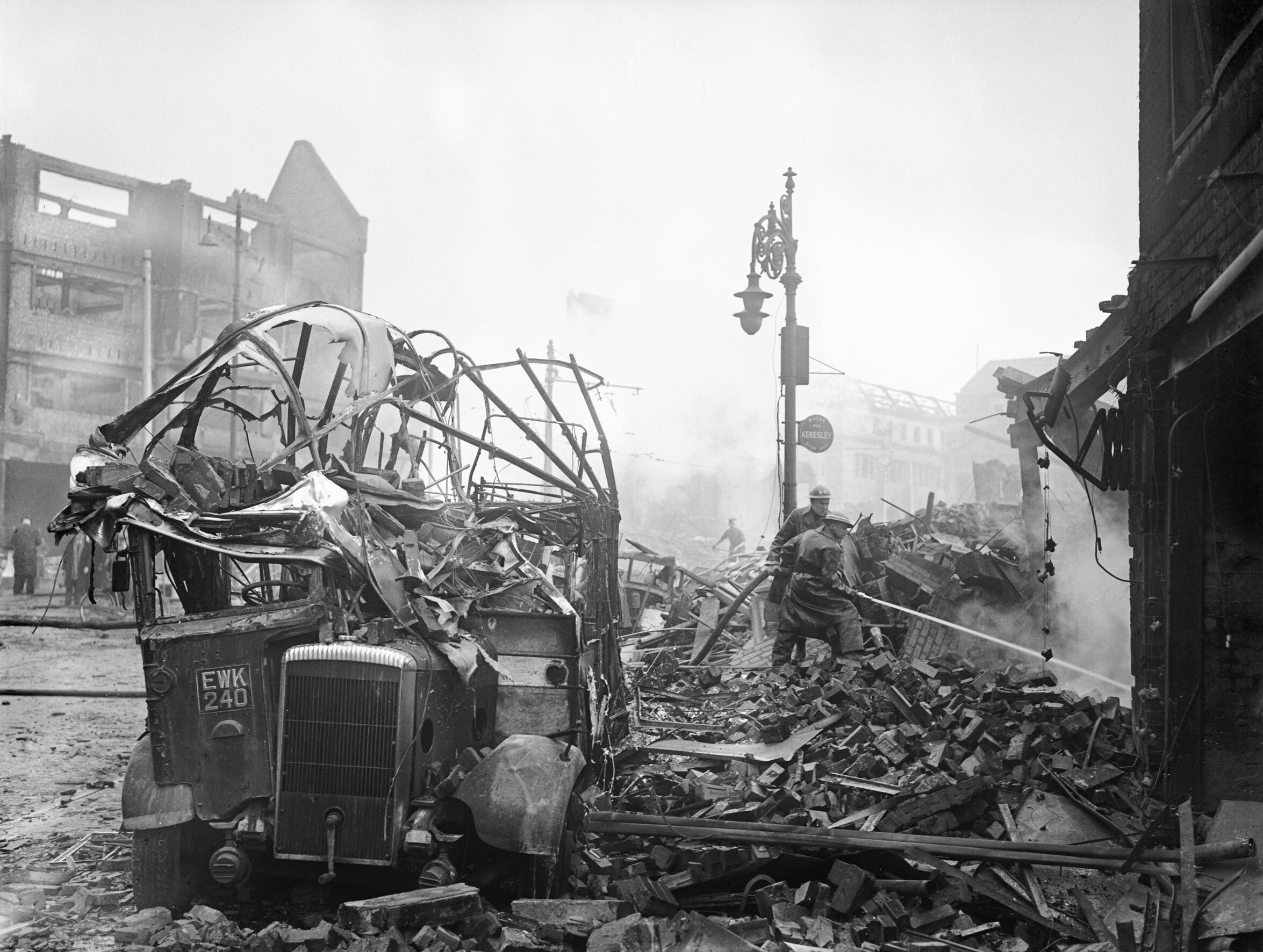
14 - 15 novembre : bombardement de Coventry.

- 14 - 15 novembre : bombardement de Coventry (opération Mondscheinsonate)[123].
- 20 novembre : le Royaume de Hongrie et le Royaume de Roumanie (23 novembre) adhèrent à l’Axe Rome-Berlin-Tokyo et au pacte tripartite[114].
- 27 novembre : 
  - en Roumanie, l’historien Nicolae Iorga, ancien ministre, est mis à mort dans la forêt de Strejnicu[124]. L’opinion publique est choquée et Antonescu fait connaître sa désapprobation. Le même jour les légionnaires massacrent 63 détenus de la prison de Jilava, ministres, préfets et généraux qui en 1939 avaient sévi contre la Garde de fer[125].
  - bataille du cap Teulada[126].
- 18 décembre : Hitler décide le principe de l’opération Barbarossa contre l’URSS[127].
- 22 décembre, Royaume-Uni : Anthony Eden prend le portefeuille des Affaires étrangères et succède à lord Halifax, nommé ambassadeur à Washington[128].
- 22-24 décembre : Christmas Blitz ; une série de bombardement nocturnes de la ville de Manchester et de ses environs fait 680 morts et plus 2 360 blessés[129].

## Naissances en 1940
- 26 février : Whitney Smith (vexillologue américain à l'origine du terme Vexillologie)
- 10 mars : Chuck Norris, acteur et artiste martial américain
- 25 avril : Al Pacino, acteur américain
- 20 août : Arie van der Vlis (officier militaire néerlandais qui a servi comme chef d’état-major de la Défense entre 1992 et 1994)
- 5 octobre : Sid Ahmed Agoumi, acteur algérien
- 27 novembre : Bruce Lee, acteur, réalisateur, scénariste et artiste martial sino-américain († 20 juillet 1973)